# Сиптах
Сиптах (Akhenre Setepenre Siptah), или Мернептах Сиптах, е фараон от Деветнадесета династия на Древен Египет. Управлява ок. 1197 пр.н.е.-1191 пр.н.е.

## Произход и управление
Син и наследник е на Сети II.
Сиптах се възкачва малолетен на трона, след като баща му фараон Сети II е убит при дворцов заговор. Регент на младия фараон е царица Твосрет. Предполага се, че майка на Сиптах е или царица Тии или Sutailja. Някои египтолози допускат възможността Сиптах, да е може би всъщност сина на узурпатора Аменмес.
Сиптах умира на шестата година от управлението си. Изследванията на мумията му показват, че е страдал от деформации причинени от полиомиелит. Тронът е зает от Твосрет. По-късно фараонът Сетнахт изличава имената на Сиптах и Твосрет от надписите.